# Eudrapa extrema
Eudrapa extrema là một loài bướm đêm trong họ Noctuidae.